# روبين أيارنا
روبين أيارنا (بالإنجليزية: Reuben Ayarna)‏ (22 أكتوبر 1985 بأكرا في غانا - ) هو لاعب كرة قدم غاني في مركز الوسط. لعب مع نادي هكن ونادي إلفيس وغايس غوتنبرغ وليبرتي بروفشنالز ‏.

## وصلات خارجية
- روبين أيارنا على موقع اتحاد السويد (السويدية)
- روبين أيارنا على موقع قاعدة بيانات كرة القدم.إي يو (الإنجليزية)
- روبين أيارنا على موقع Soccerway.com (الإنجليزية)